# 라틴아메리카·카리브해 지역 그룹
라틴아메리카·카리브해 지역 그룹(Latin American and Caribbean Group, GRULAC)은 중남미와 서인도 제도의 일부 섬 33개 회원국으로 구성된 5개의 유엔 지역 그룹 중 하나이다. 회원국은 전체 유엔 회원국의 17%를 차지한다.

## 회원국

### 중남미
- 가이아나
- 과테말라
- 니카라과
- 멕시코
- 베네수엘라
- 벨리즈
- 볼리비아
- 브라질
- 수리남
- 아르헨티나
- 에콰도르
- 엘살바도르
- 온두라스
- 우루과이
- 칠레
- 코스타리카
- 콜롬비아
- 파나마
- 파라과이
- 페루

### 서인도 제도
- 그레나다
- 도미니카 공화국
- 도미니카 연방
- 바베이도스
- 바하마
- 세인트루시아
- 세인트빈센트 그레나딘
- 세인트키츠 네비스
- 아이티
- 앤티가 바부다
- 자메이카
- 쿠바
- 트리니다드 토바고

## 배치

자주색으로 칠해진 나라가 라틴 아메리카와 카리브해 지역 그룹 회원국이다.

### 안전 보장 이사회
라틴 아메리카와 카리브해 지역 그룹은 현재 유엔 안전 보장 이사회에서 2석을 보유하고 있으며 모두 비상임이다.

### 경제 사회 이사회
라틴 아메리카와 카리브해 지역 그룹은 현재 유엔 경제 사회 이사회에서 10석을 보유하고 있다.

### 인권 이사회
라틴 아메리카와 카리브해 지역 그룹은 현재 유엔 인권 이사회에서 8석을 보유하고 있다.

### 유엔 총회 의장
3과 8로 끝나는 해의 5년마다 라틴 아메리카와 카리브해 지역 그룹은 유엔 총회 의장을 선출할 자격이 주어진다.

## 같이 보기
- 유엔 지역 그룹
- 유엔 안전 보장 이사회 이사국 목록